# 烏德 (烏克蘭)
乌德（羅馬化：Udy）是位於乌克兰哈爾科夫州博霍杜希夫區佐洛奇夫市鎮的村庄。村莊坐落於於烏德河畔，始建於1677年，距離州府哈爾科夫46公里。在1677至1706年間，村莊的名稱是普里斯廷内（Пристінне，羅馬化：Prystinne） 。

## 地理
该村位于烏德河畔，距離哈爾科夫市中心46公里、俄乌边境4公里。

## 历史
村莊成立于1677年11月14日。
1706年，村莊名稱由普里斯廷内改至現名。
根據統計數字，在1864年，村莊由432个农场组成，人口為3,742人，其中男性1,834 人，女性1,908人。
1914年，人口增至5,167人。
1919年，蘇維埃俄國占領該村，成爲烏克蘭蘇維埃共和國的一部分。
在烏克蘭大饥荒期間，村内共有406名村民死亡。
2022年俄罗斯入侵乌克兰，该村在8月尾被俄军占领。村莊在11月由烏克蘭武裝部隊在哈爾科夫反攻期間奪回。